# Gérard Audran
Gérard Audran (ou Girard Audran) (Lyon, 2 de agosto de 1640 — Paris, 26 de julho de 1703) foi um gravurista francês da família Audran, o terceiro filho de Claude Audran, o Velho.

## Biografia

A Travessia do Grânico baseado na pintura de Charles Le Brun

Ele nasceu em Lyon e aprendeu os primeiros princípios do desenho e da gravura por intermédio seu pai. Seguindo o exemplo de seu irmão, foi a Paris para aperfeiçoar-se em sua arte. Lá, em 1666, ele gravou para Le Brun a “Batalha de Constantino com Maxêncio”, seu “Triunfo”, e o “Apedrejamento de Estêvão”, que deixou o pintor muito bem impressionado, e colocou Audran na primeira posição entre os gravadores de Paris.
No ano seguinte, Audran partiu para Roma, onde residiu por três anos e realizou excelentes trabalhos. Ele tem a fama de ter trabalhado para ou treinado com Carlo Maratta. O grande patrono das artes, Jean-Baptiste Colbert, ficou tão impressionado com as obras de Audran, que persuadiu Luís XIV a trazê-lo de volta para Paris. Em seu retorno ele mesmo se dedicou assiduamente à gravação, nomeado gravador ao rei, de quem recebeu grande incentivo. No ano de 1681 foi admitido no conselho da Academia Real. Morreu em Paris.
Suas gravuras de Le Bruns, as Batalhas de Alexandre são consideradas as melhores de suas numerosas obras. Gérard publicou em 1683 um trabalho intitulado Les Proportions du corps humain mesurés sur les plus belles figures de l'antiquité.